# Henri de Braekeleer

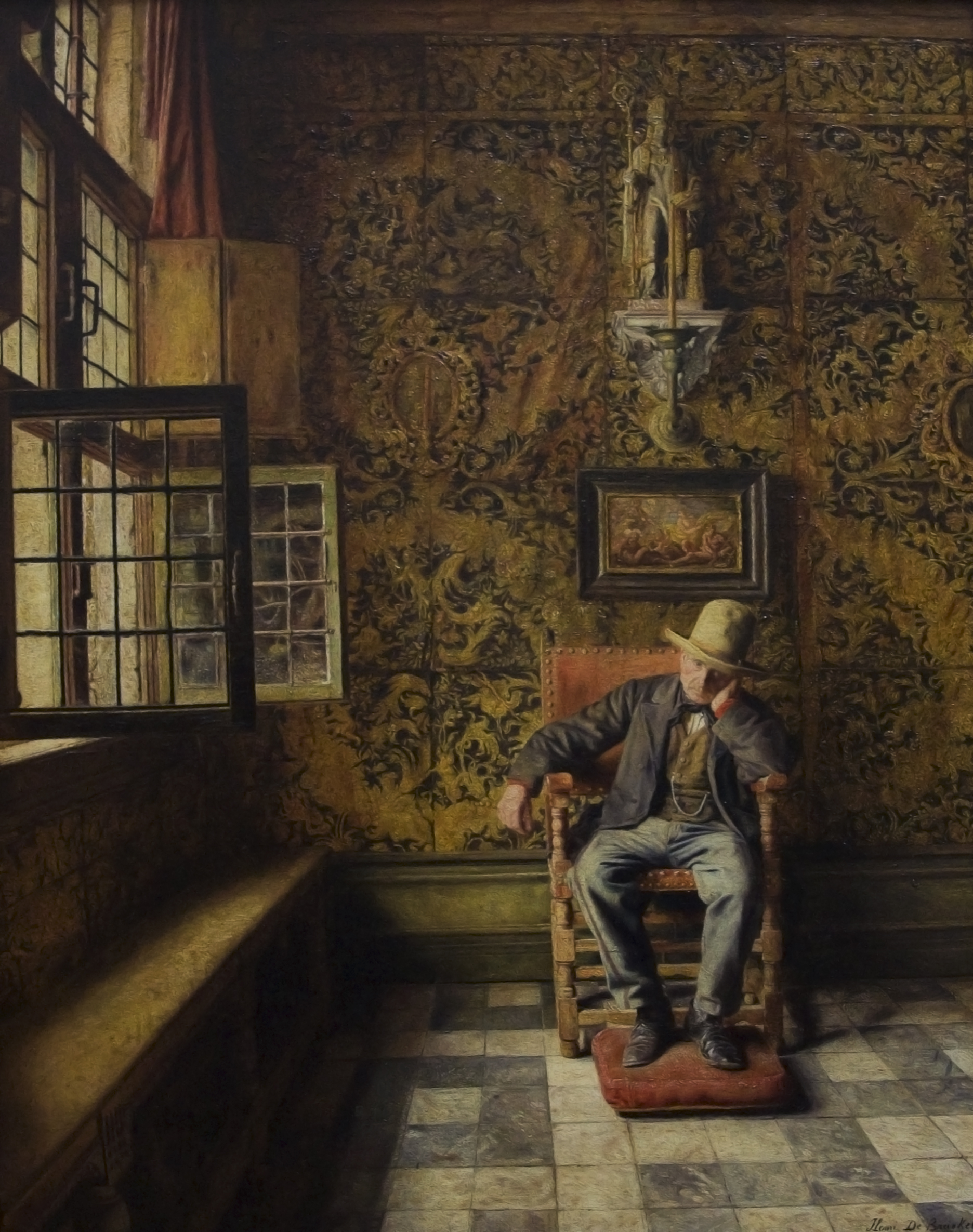
Mannen i stolen (1879), Kungliga konstmuseet, Antwerpen.

Henri Jean Augustin de Braekeleer, född den 11 juni 1840 i Antwerpen, Belgien, död där den 20 juli 1888, var en belgisk målare. 

## Biografi
Under ungdomsåren i Antwerpen utbildades Henri de Braekeleer av sin far, den välkände genremålaren Ferdinand de Braekeleer, och av sin morbror Henri Jean Augustin Leys. Han började vid Kungliga konsthögskolan i Antwerpen 1854. Även om de Braekeleer förblev elev där till 1861, hade han sin första utställning 1858 på Antwerpens konstsalong.
År 1863 flyttade de Braekeleer till Tyskland och 1864 vidare till Holland, där han på båda ställena studerade verk av målare från 1500- och 1600-talen. Påverkan av Pieter de Hooch och Jan Vermeer var särskilt viktig och syns i hans mest karaktäristiska motiv: en person fångad i en stilla aktivitet, visad i en interiör upplyst av ett fönster.
År 1869 skrev de Braekeleer ett avtal med den belgiske konsthandlaren Gustave Couteaux, ett samarbete som fortsatte fram till 1876. Samma år dog hans farbror baron Leys. De två händelserna inledde den mest produktiva perioden i de Braekeleers karriär, då han gjorde de verk han är mest känd för och fick mest offentligt erkännande för.
År 1872 fick han guldmedalj på Salongen i Bryssel för Geografen och Lektionen, och 1873 en guldmedalj vid den internationella utställningen i Wien för Målarens studio och Farmors födelsedagsfirande (alla i Kungliga konstmuseet i Brüssel).
Men, uppenbarligen på grund av en depression, tycks han ha avbrutit sitt arbete under åren 1879–1881. När han sedan började arbeta igen använde han kortare och mer synliga penseldrag, kanske som ett resultat av inverkan från impressionisterna. Vincent van Gogh nämnde de Braekeleer i brev till bror Theo flera gånger, med hänvisning till honom som en målare han uppskattade och som drabbats av psykisk sjukdom.